# عثمان العبيدي
عثمان بن علي بن عبد الحافظ العُبَيْدِي، هو سبّاح عراقي مسلم سنّي من أهل الأعظمية، وُلِد في عام 1986م، تصدّى في 31 آب 2005م لنجدة الغارقين تحت جسر الأئمة، فأنقذ ستة من الذين وقعوا من الجسر إلى نهر دجلة، كلما أنقذ واحداً وساقه إلى الجرف، سارع إلى إنقاذ الباقين وما زال يُغيثُ الغرقى حتى غَرِقَ هو بعد أن الْتفَّتْ حوله عباءة امرأة غريقة، فتوفيَ عثمان حينئذٍ ليصبح شهيداً عند العراقيين وقد رأوا أن الله أذهب به غيظ قلوبهم وأطفأ ناراً لحرب أهلية.

## سيرته
وُلِد عام 1986م، في محلة السفينة بالأعظمية، ونشأ في منطقة معروف أهلها بالمهارة في السباحة، وكان يعمل في مخبز، وفي سنة وفاته كان في الصف الخامس الإعدادي، وهو من عشيرة العُبَيْد. الراسخة في الأعظمية.

## يوم الغرق

خارطة منطقة الأعظمية، وتظهر فيها أماكن مهمة كشارع الإمام الأعظم وجامع أبي حنيفة ومحلة
السفينة حيث كان يسكن عثمان العبيدي وجسر الأئمة حيث غرق عراقيون في حادثة جسر الأئمة والشعبة الخامسة حيث أُعدم صدام حسين.

كان في يوم 31 آب الموافق ل25 شعبان اليوم الذي يقوم فيه الشيعة بالإحياء السنوي لذكرى وفاة موسى الكاظم الإمام السابع عند الشيعة، متوجّهين إلى مرقد مشياً على الأقدام، وقد سبق هذا الحادث أن سقطت قذائف قرب مرقد موسى الكاظم، ما أدّى إلى وفاة 7 أشخاص وجرح 37، وكان الزوار الذين ذُكِرَ أنهم من مدينة الصدر يمشون في شوارع الأعظمية ليعبروا جسر الأئمة متوجهين إلى الكاظمية، وقد أغلقت الشرطة كل الشوارع الذاهبة إلى الكاظمية ما عدا شارع الإمام الأعظم بالأعظمية، وضيّقوا كذلك مدخلَ الجسر لكي يتيسر لهم تفتيش كل عابر قبل أن يمضيَ إلى الكاظمية، فازدحم العابرون من جرّاء الضيق فوق الجسر، فقيل يومئذٍ إنهم سمعوا من يُنذرهم بوجود قنبلة توشك أن تنفجر وهذا هو الشائع، وقيل إن الشرطة رمت طلقات في الهواء، وقيل إن شرطياً أراد فسح الطريق فقال هازلاً[بحاجة لمصدر] إن قنبلة توشك أن تنفجر، فشاعت المقولة ولم يستطع تداركها، ومهما كان السبب فقد هلع الناس وتدافعوا حتى وقع بعضهم من فوق الجسر إلى نهر دجلة وبعضهم قفز من تلقاء نفسه فراراً من القنبلة المكذوبة، فدعا حينئذٍ إمامُ جامع أبي حنيفة أهلَ الأعظمية إلى إغاثة الغرقى، وكان عثمان يقرأ في بيته استعداداً لامتحان، فهرع هو وغيره من أهل الأعظمية إلى الجسر وأخذ يُنقذ الغرقى واحداً واحداً، وحين عاد إلى النهر ليُنقذ السابع، وكانت امرأةً، فالْتفَّتْ عباءتها حول عثمان فعرقلت حركته وغمرتهما المياه، وسعى أصدقاؤه لإنقاذه فأدركه الغرق قبل أن يصلوا إليه وينتشلوه.

صورة أفقية لجنوب جسر الأئمة

## تكريم

إحدى المدارس التي سُمّيت باسم عثمان العبيدي

كُرّم عثمان بثناء العراقيين كلهم، وأهدى له حسن العلوي كتابَه عمر والتشيع، وقد بُنِيَ له نصب تذكاري في محلة راس الحواش بالأعظمية ، وسُمّيت باسمه مدارس وقاعات وبطولات رياضية، وتلقّى أبوه قلادات تكريم، وتسلّم والداه شقة في مجمع سبع أبكار، وراتباً تقاعدياً، وأصبح قدوة في التآخي وإغاثة الملهوف.